# قائمة البعثات السعودية
ابتدأت البعثات الأكاديمية في المملكة العربية السعودية بالانتشار مع إطلاق برنامج خادم الحرمين الشريفين للابتعاث الخارجي عام 2005م. تلتها بعد ذلك بعثات أخرى من شركات حكومية وخاصة وجمعيات خيرية.
| البعثة                                        | سنة الإطلاق | مدى الدعم                                                           | قيود                       | المرحلة الجامعية (المدة) | التخصصات                           | الجامعات                                         | أبرز الدُّول المتاحة   |
| --------------------------------------------- | ----------- | ------------------------------------------------------------------- | -------------------------- | ------------------------ | ---------------------------------- | ------------------------------------------------ | -------------------- |
| برنامج كاوست للطلبة الموهوبين (KGSP)          | 2008م       | منحة مغطاة التكاليف بالإضافة إلى دعم أكاديمي وبرامج صيفية في أمريكا |                            | بكالوريوس (~6 سنوات)     | 12 تخصصاً من تخصصات STEM في كاوست   | من ضمن قائمة البعثة                              | الولايات المتحدة فقط |
| برنامج أرامكو للابتعاث الجامعي (CPC)          |             | مكافأة شهرية تتراوح حسب الولاية (~3,500 ريال)                       | العمل لخمس سنوات في الشركة | بكالوريوس (~6)           | 20 تخصصاً تحدده الشركة              |                                                  | الولايات المتحدة     |
| برنامج خادم الحرمين الشريفين للابتعاث الخارجي | 2005م       |                                                                     |                            | بكالوريوس ودراسات عليا   |                                    | لمسار النخبة فقط: أفضل 20 جامعة عالمياً           | أغلب دول العالم      |
| برنامج سابك للابتعاث                          |             |                                                                     |                            | بكالوريوس                | 14 تخصصاً تحدده الشركة سنوياً        |                                                  | متنوعة               |
| زمالة مسك                                     | 2017م       |                                                                     |                            | بكالوريوس ودراسات عليا   |                                    | أفضل 5 جامعات في التخصص أو جامعة من قائمة البعثة | الولايات المتحدة     |
| بعثة موهبة                                    |             |                                                                     |                            | بكالوريوس                |                                    | 64 جامعة ضمن قائمة البعثة                        | متنوعة               |
| برنامج الابتعاث الثقافي                       | 2019م       |                                                                     |                            | بكالوريوس ودراسات عليا   | 10 تخصصات في مجال الثقافة والإعلام |                                                  | متنوعة               |

## برنامج كاوست للطلبة الموهوبين
برنامج كاوست للطلبة الموهوبين أو KGSP (بالإنجليزية: KAUST Gifted Students Program)‏ هو برنامج ابتعاث خارجي أطلقته جامعة الملك عبدالله للعلوم والتقنية (كاوست) عام 2008م، قبل سنة من تأسيس الجامعة. يهدف البرنامج إلى إنشاء شبكة من الطلاب السعوديين المؤهلين ضمن مجال العلوم، التكنولوجيا، الهندسة والرياضيات. المنحة مُغطاة التكاليف لدعم الطلبة أثناء حصولهم على البكالريوس في مجالات STEM عند أعلى الجامعات الأمريكية تصنيفاً؛ تمهيداً لاستكمال دراساتهم في الدكتوراه بجامعة كاوست. خلال فترة دراستهم يتكفل البرنامج بتقديم دعم أكاديمي وتطويري لجميع الطلاب. تمنح جامعة الملك عبد الله للعلوم والتقنية هذه المنحة الدراسية التنافسية لما يقرب من 135 طالباً سعودياً عند الانتهاء من دراستهم الثانوية، وهي منحة مدتها تصل إلى ست سنوات. يُكوِّن برنامج KGSP بما يحتويه من منح دراسية شبكة بين الطلبة وجامعة الملك عبد الله للعلوم والتقنية، كما يوفر لهم التطوير المستمر ليصبحوا مرشحين مثاليين لمواصلة دراستهم العليا بالجامعة. تنقسم التخصصات التي تتكفل بها البعثة إلى 3 أقسام رئيسة، وهي متوزعة على:
1. قسم العلوم والهندسة البيولوجية والبيئية
  1. العلوم البيولوجية
  2. الهندسة الحيوية
  3. علوم البحار
  4. علوم النبات
2. قسم العلوم والهندسة الحاسوبية والكهربائية والحسابية
  1. علوم الرياضيات والحساب التطبيقية
  2. علوم الحاسب الآلي
  3. الهندسة الكهربائية
  4. علوم الإحصاء
3. قسم العلوم والهندسة الفيزيائية
  1. الهندسة الكيميائية والبيولوجية
  2. الفيزياء التطبيقية
  3. علوم الكيمياء هندسة وعلوم الأرض
  4. موارد الطاقة وهندسة البترول
  5. هندسة وعلوم المواد

## برنامج خادم الحرمين الشريفين للابتعاث الخارجي

### مسار وظيفتك بعثتك
مسار يبدأ بحصول المرشح -بعد استيفاءه للشروط المطلوبة- على بعثة دراسية تنتهي بالتوظيف عبر الشراكات التي تم عقدها مع القطاع الخاص، أو بعثة دراسية منتهية بالتوظيف بالقطاع الخاص مباشرةً.

### مسار النخبة
بعثة مباشرة لمن يحصل على قبول من أفضل عشرين جامعة حول العالم.

### المسار الصحي
بعثة مباشرة لمن يحصل على قبول مباشر في إحدى التخصصات الصحية النوعية.

### مسار المنح الدولية
عند حصول الطالب على منحة دراسية مجانية من جامعة أجنبية موصى بها بالدرجة والتخصص، تتكفل الوزارة ببقية مزايا المبتعث.

### مسار الدارسين على حسابهم الخاص
بعثة دراسية لمن يدرس على حسابه الخاص وأتم الشروط والمتطلبات لإلحاقه بعضوية البعثة.

## برنامج أرامكو للابتعاث الجامعي (CPC)
برنامج أرامكو للابتعاث الجامعي أو برنامج الابتعاث الجامعي لغير الموظفين أو CPC (بالإنجليزية: College Preparatory Center)‏ هو برنامج ابتعاث خارجي أسسته شركة أرامكو السعودية يستهدف خريجي وخريجات المرحلة الثانوية السعوديين. يُعتبر برنامج CPC أحد المصادر الأساسية لشغل كثير من الوظائف المهنية والتقنية في الشركة. سنوياً، تستقطب أرامكو السعودية البارزين من خريجي وخريجات المرحلة الثانوية من القسم العلمي لابتعاثهم للحصول على درجة البكالوريوس في أحد التخصصات التي تحتاجها الشركة بعد استيفائهم لمتطلبات القبول. تغطي البعثة تكاليف الدراسة الجامعية بالإضافة إلى راتب شهري طوال فترة الدراسة الجامعية حسب مدينة الابتعاث.

## برنامج سابك للابتعاث
يستهدف برنامج سابك للابتعاث خريجي المرحلة الثانوية؛ لابتعاثهم داخل المملكة وخارجها. تبتعث الشركة في التخصصات الآتية بنسبٍ تتفاوت سنويَّاً حسب حاجة الشركة من الموارد البشرية:
1. الهندسة الكيميائية
2. الهندسة الميكانيكية
3. المالية
4. الهندسة الصناعية
5. القانون
6. كيمياء
7. التسويق
8. هندسة البيئة
9. المحاسبة
10. هندسة علم المواد
11. إدارة سلسلة الإمدادات
12. هندسة السلامة
13. الموارد البشرية
14. هندسة البرمجيات

## زمالة مسك

### المرحلة الثانوية
يستهدف برنامج المرحلة الثانوية طلاب وطالبات الصف العاشر السعوديين. ويُعدَّ برنامجاً تأهيلياً وإرشادياً للمرحلة الجامعية للمتميزين دراسيًّا.

### المرحلة الجامعية والدراسات العليا
يستهدف برنامج المرحلة الجامعية الطلاب والطالبات السعوديين المقبولين في أعلى جامعات الولايات الأمريكية المتحدة والمملكة المتحدة تصنيفاً. ويوفر الإشراف والمتابعة والتدريب خلال البرامج التدريبية وإيجاد الفرص الوظيفية لهم.

## بعثة موهبة
برامج تأهيلية لطلاب مؤسسة موهبة، ابتداءً من المرحلة المتوسطة وحتى نهاية المرحلة الثانوية، تساعدهم على تحقيق المعايير المطلوبة للحصول على قبول في الجامعات المعتمدة. تعد بعثة موهبة جزءًا من برنامج خادم الحرمين الشريفين للابتعاث الخارجي.

### برنامج التميز
برنامج تدريبي لإعداد الطلبة الموهوبين في المملكة للحصول على قبول في إحدى الجامعات الأمريكية المرموقة المصنفة من ضمن أفضل 50 جامعة على مستوى العالم. يحصل الطالب على:
- ورشة تدريب مكثفة لاختبار SAT لمساعدة الطالب على تحقيق الدرجة المطلوبة
- ورشة متقدمة للتدريب على القيادة واجراءات التقديم على الجامعات
- خمس جلسات استشارية فردية لتصميم خطة تطوير الجوانب الأكاديمية والسيرة الشخصية لكل طالب
- مساندة الطالب في التقديم على ثلاث جامعات مرموقة (كتابة المقال، السيرة الذاتية، تعبئة النماذج والحصول على التوصيات)
- حصول الطالب السعودي على منحة في بعثة موهبة في حال حصوله على قبول غير مشروط في جامعة مرموقة

## برنامج الابتعاث الثقافي
يُتيح برنامج الابتعاث الثقافي الانضمامَ للراغبين والراغبات في الدراسة في مراحل: البكالوريوس، الماجستير، الدكتوراه ضمن مجموعة من التخصّصات الفنيّة والأدبيّة مع تفرعاتها ومن أهمّها
1. الموسيقى: الموسيقى، الإنتاج الموسيقي، الآلات الموسيقية.
2. المسرح: الدراما، السيرك، التمثيل، الإخراج، الباليه، الفنون الأدائية الأخرى.
3. الفنون البصريّة: الرسم، النحت، نظريات الفن، فن الخط، تاريخ الفن، التصوير الفوتوغرافي، التصوير السينمائي.
4. صناعة الأفلام: الرسوم المتحركة «الأنميشن»، النقد الفني، نظريات الأفلام، أفلام الحركة.
5. الآداب واللغات واللغويات: اللغات الكلاسيكية، اللغات الأجنبية، علم الصوتيات، الترجمة، الأدب، اللغويات، الكتابة الإبداعية.
6. علم الآثار: دراسات الآثار، إعادة ترميم التراث الفني.
7. فنون الطهي: الخبز، طبخ المعجنات، حفظ الأغذية، علم الغذاء والتكنولوجيا.
8. التصميم: التصميم الجرافيكي، تصميم الأزياء، التصميم الداخلي، صياغة الذهب والمجوهرات، صناعة السيراميك، فن زخرفة المعادن.
9. فنون العمارة: الهندسة المعمارية، هندسة المناظر الطبيعية، التصميم والتخطيط الحضري.
10. المكتبات والمتاحف: الطباعة والنشر، التوثيق، دراسات المتاحف، علم المعلومات، دراسات المكتبات.

قائمة المؤسسات التعليمية الأساسية المشمولة:
- جامعة هارفرد
- جامعة ييل
- جامعة ستانفورد
- جامعة كولومبيا
- معهد ماساتشوستس للتكنولوجيا
- جامعة كورنيل
- جامعة برنستون
- جامعة براون
- جامعة بنسيلفانيا
- جامعة دارتموث
- جامعة كاليفورنيا - بيركلي
- جامعة دوك
- جامعة شيكاغو
- جامعة كاليفورنيا - لوس أنجلوس
- جامعة واشنطن - سانت لويس
- معهد كاليفورنيا للتكنولوجيا
- جامعة نورث ويسترن
- جامعة جونز هوبكنز
- جامعة فاندربيلت
- جامعة نيويورك
- جامعة إيموري
- جامعة رايس
- جامعة كارنيغي ميلون
- جامعة تافتس
- جامعة ميشيغان - آن أربور
- جامعة نوتردام
- جامعة جورج تاون
- جامعة فيرجينيا
- جامعة جنوب كاليفورنيا
- جامعة أوكسفورد
- جامعة كامبردج
- كلية لندن الجامعية
- كلية لندن الإمبراطورية
- كلية لندن للاقتصاد
- كلية لندن للأعمال
- جامعة بكين
- جامعة هونغ كونغ
- جامعة تسينغهوا
- جامعة السوربون
- كلية التقنية (Ecole polytechnique)
- جامعة باريس للعلوم والآداب
- جامعة طوكيو
- جامعة كيوتو
- جامعة أستراليا الوطنية
- جامعة سنغافورة الوطنية
- جامعة سول الوطنية
- جامعة ميونخ
- المعهد الفدرالي السويسري للتقنية في زيورخ
- جامعة كوبنهاجن

فنون العمارة:
- جامعة دلفت للتكنولوجيا
- مدرسة مانشستر للفنون المعمارية

علم الآثار:
- جامعة درم
- جامعة إدنبرة
- جامعة ليدن

الفنون البصرية والتصميم:
- الكلية الملكية للفنون
- جامعة لندن للفنون
- مدرسة بارسونز الجديدة للتصميم
- جامعة فرجينيا كومنولث
- كلية رود آيلاند للتصميم
- كلية الفنون التطبيقية بميلانو
- جامعة آلتو
- مدرسة غلاسكو للفنون
- أكاديمية كرانبورك للفنون
- كلية معهد الفنون بشيكاغو
- معهد برات
- معهد كاليفورنيا للفنون

الآداب واللغات واللغويات:
- جامعة ماساتشوستس أمهيرست
- جامعة ميريلاند
- جامعة إدنبرة

المسرح والموسيقى:
- مدرسة جوليارد
- جامعة الموسيقى والفنون الاستعراضية بفيينا
- الكلية الملكية للموسيقى
- الأكاديمية الملكية للموسيقى
- معهد كورتس للموسيقى
- مدرسة غيلدهول للموسيقى والدراما
- جامعة حلوان - كلية التربية الموسيقية
- أكاديمية الفنون بمصر (معهد الموسيقى العربية، معهد المسرح والكونسرفتوار)
- الجامعة الأمريكية بالقاهرة
- جامعة بولونيا
- المعهد العالي للموسيقى في تونس
- المعهد العالي للفن المسرحي بتونس

المكتبات والمتاحف:
- جامعة إلينوي في  أوربانا - شامبين
- جامعة شيفيلد
- جامعة واشنطن
- جامعة إنديانا بلومنجتون
- جامعة نورث كارولينا، تشابل هيل
- جامعة سيراكيوز
- جامعة سيتي هونغ كونغ
- جامعة تكساس - أوستن
- جامعة يوتاه
- جامعة روتجرز
- جامعة ميريلاند
- جامعة لوفبرا
- جامعة أريزونا
- جامعة بيتسبيرغ

فنون الطهي:
- مدرسة لوزان للفندقة
- جامعة نيفادا - لاس فيغاس
- مدرسة ليه روش للضيافة
- معهد غليون للتعليم العالي
- جامعة هونغ كونغ للفنون التطبيقية
- جامعة جريفيث
- جامعة ولاية بنسلفانيا
- جامعة كوينزلاند
- جامعة سنترال فلوريدا
- جامعة سوري
- مدرسة فندق لاهاي
- مدرسة إدارة الفنادق السويسرية
- جامعة بيردو
- جامعة صن-يات صن
- جامعة أكسفورد بروكس
- جامعة تيمبل
- جامعة بورنموث